# Der himmlische Walzer
Der himmlische Walzer ist ein österreichischer Spielfilm des Regisseurs Géza von Cziffra aus dem Jahr 1948. Er spielt im Himmel und in Wien.

## Handlung
Die Engel revoltieren im Himmel gegen ihre langweiligen Gewänder. Sie wollen, wie die Menschen, schicke Kleider tragen. Der Engel Angelika wird auf die Erde entsandt, um sich beim Modekönig Clemens Maria Weidenauer in Wien umzusehen.
Als dieser Angelika sieht, ist er entsetzt über die Einfallslosigkeit ihres Engelskostüms und reißt ihr aus Versehen einen Flügel ab. Nun kann sie nicht mehr in den Himmel zurück, es sei denn, sie begeht eine gute Tat.
Da begegnet sie dem jungen Komponisten Hans Lieven, der von ihrer Stimme so angetan ist, dass er ihr ein Engagement am Theater verschafft. Sie hat großen Erfolg, so dass Lieven für ihren nächsten Auftritt einen Walzer komponieren soll. Doch ihm will der große Wurf nicht gelingen. Vor Erschöpfung schläft er ein. Als er wieder aufwacht, liegen die Noten zum „Himmlischen Walzer“ neben ihm. Engel Angelika hat nun ihre gute Tat vollbracht und kann in den Himmel zurück. Doch als die Engel ihr neue Flügel bringen, entscheidet sie sich für die Erde und die Liebe.

## Produktionsnotizen
Der Film wurde im Atelier Wien-Sievering gedreht, die Außenaufnahmen entstanden in Wien. Die Uraufführung erfolgte am 4. September 1948 in Neustadt an der Haardt. Der himmlische Walzer wurde bei den IX. Internationalen Filmfestspiele von Venedig gezeigt.